# Time-Flight
Time-Flight (Vol temporel) est le cent-vingt-deuxième épisode de la première série de la série télévisée britannique de science-fiction Doctor Who. Cet épisode fut originellement diffusé sur la BBC en quatre parties du 22 au 30 mars 1982.

## Accroche
Menant son enquête sur la disparition d'un Concorde à l'aéroport d'Heathrow, le Docteur et ses compagnons se retrouvent des millions d'années dans le passé. Ils vont faire la rencontre d'un mystérieux extraterrestre, Kalid, qui tente de contrôler les pouvoirs d'anciennes créatures nommées les Xeraphin.

## Distribution
- Peter Davison — Le Docteur
- Sarah Sutton — Nyssa
- Janet Fielding — Tegan Jovanka
- Anthony Ainley — Le Maître/Kalid
- Nigel Stock — Le Professeur Hayter
- Richard Easton — Le commandant Stapley
- Keith Drinkel — L'ingénieur de vol Scobie
- Michael Cashman — Le copilote Henry Bilton
- John Flint — Le Capitaine Urquhart
- Judith Byfield — Angela Clifford
- Peter Dahlsen — Horton
- Brian McDermott — Sheard
- Peter Cellier — Andrews
- Matthew Waterhouse  — Adric
- Hugh Hayes — Anithon
- André Winterton — Zarak

## Résumé
Encore choqué par la mort d'Adric, le Docteur décide d'amener Nyssa et Tegan à l'Exposition universelle de 1851, mais le TARDIS atterrit à l'Aéroport d'Heathrow. Ayant fait appel à U.N.I.T. pour se tirer de l'embarras, il lui est demandé d'enquêter sur la disparition soudaine d'un Concorde peu de temps avant son arrivée. Le Docteur pense que cela pourrait être dû à une turbulence spatio-temporelle et demande à refaire exactement le même voyage à bord d'un Concorde identique, qui le transporterait, ainsi que ses compagnons et son TARDIS. Après le vol, le pilote, le capitaine Stapley atterrit et leur explique qu'ils sont tous revenus sains et saufs à Heathrow. Toutefois, quelque chose cloche et Nyssa semble être prise d'une attaque de panique. Le Docteur demande à ses compagnons et au personnel de bord de se concentrer, ils sont tous sous l'emprise d'une force hypnotique et sont en réalité revenus 140 millions d'années en arrière.
Là, ils font la rencontre des passagers de l'autre Concorde, tous sous emprise hypnotique à l'exception du professeur Hayter et semblent travailler pour des créatures nommées les Plasmatons. Ceux-ci sont esclaves d'un être nommé Kalid qui est maître d'une citadelle non loin et parviennent à entrer télépathiquement avec Nyssa, leur demandant de résister. Pendant que Tegan s'occupe de Nyssa, le Docteur, Stapley et Hayter entrent dans la citadelle, où les passagers sous hypnose semblent avoir ramené le TARDIS. Le Docteur y rencontre Kalid, qui dit être un mage oriental étant revenu dans le temps grâce à ses pouvoirs et souhaitant conquérir l'univers. Il propose au Docteur de l'aider, ce que celui-ci refuse catégoriquement.
Pendant ce temps là, Nyssa et Tegan entrent dans la citadelle et font face à de nombreuses illusions, dont celle d'Adric, qui tente de les empêcher d'avancer, en vain. Elles découvrent un artefact dans une large chambre, ce qui corrompt la source d'énergie de Kalid, qui se révèle être alors le Maître. Celui-ci révèle que son TARDIS a été endommagé à Castrovalva et qu'il tente d'utiliser la source contenue dans la chambre afin de réparer le sien. Il s'avère que la source n'est autre que l'agrégat de l'esprit des Xeraphins, une espèce extraterrestre qui s'est échappée de leur planète afin de fuir les radiations. Devenus des formes éthérées, ils sont fondus en deux êtres, l'un bienveillant qui cherche à aider le Docteur, l'autre maléfique qui souhaite profiter du pouvoir du Maître.
Celui-ci réussit à transférer cet agrégat à l'intérieur de son propre TARDIS, mais ne peut s'enfuir à cause de son matériel défectueux. Il fait un marché temporaire avec le Docteur : il relâche les passagers du Concorde, devenus ses esclaves, en échange de pièces de rechange. Le Docteur accepte et part guider le commandant Stapley avec son TARDIS de sorte que tous puissent revenir à Heathrow. Là, le TARDIS du Maître commence à se matérialiser, le Docteur parvient à le renvoyer dans l'espace temps et à libérer les Xeraphins de sorte qu'ils reviennent sur leur planète, débarrassée des radiations. Alors que le Docteur semble avoir de nouveau des problèmes avec le personnel de l'aéroport, il s'enfuit dans son TARDIS avec Nyssa, laissant Tegan sur le tarmac.

### Continuité
- La première scène dans le TARDIS revient sur la mort d'Adric et le retour des occupants du cargo, vus dans l'épisode précédent. Celui-ci revient en tant qu'apparition dans l'épisode.
- Il est ironique que le Docteur arrive à l'Aéroport d'Heathrow sans le vouloir après deux tentatives manquées au début de « Four to Doomsday » et « The Visitation ».
- Afin de se sortir de l'embarras avec le personnel de l'aéroport, le Docteur explique qu'il fait partie d'U.N.I.T. et demande qu'on envoie son bonjour au Brigadier Lethbridge-Stewart en se demandant s'il n'est pas devenu général depuis.
- Le Docteur regrette de ne pas avoir pris son écharpe, en clin d'œil au costume qu'il portait en tant que 4e Docteur.
- Le Maître dit avoir réussi à s'enfuir à la suite des événements de « Castrovalva » mais que cela a endommagé son TARDIS.
- Le plan du Docteur de matérialiser son TARDIS par-dessus celui du Maître renvoie à ce qui arrive au début de « Logopolis ».
- Parmi les illusions vues par Nyssa et Tegan, on peut voir celle de Melkur de « The Keeper of Traken » et un Terileptil de « The Visitation ».
- On trouve des références à Air Australia, la compagnie sur laquelle Tegan est censée être hôtesse. Au début de l'épisode, on entend une annonce selon laquelle un avion d'Air Australia a du retard, tandis qu'à la fin, la voix annonce que celui-ci est arrivé après son retard.